# Apeadeiro de Silva

Mapa da Linha do Minho. O Apeadeiro de Silva situa-se entre as estações de Tamel e Barcelos.

O Apeadeiro de Silva é uma interface da Linha do Minho, que serve a localidade de Silva, no concelho de Barcelos, em Portugal, entre as estações de Tamel e Barcelos.

## História
Este apeadeiro situa-se no troço da Linha do Minho entre Darque e Barcelos, que entrou ao serviço no dia 24 de Fevereiro de 1878.
Um despacho da Direcção-Geral de Caminhos de Ferro, publicado no Diário do Governo n.º 47, III Série, de 27 de Fevereiro de 1951, aprovou um projecto da Companhia dos Caminhos de Ferro Portugueses de aditamento aos quadros de distâncias quilométricas de aplicação nas Linhas do Minho e Douro, incluindo a rectificação das distâncias de aplicação ao Apeadeiro de Silva.

Em 28 de Maio de 2012, um comboio parou de emergência no apeadeiro de Silva, após um incêndio num dos motores. Este incidente interrompeu a circulação na Linha do Minho durante cerca de uma hora e meia, tendo os passageiros continuado a sua viagem de táxi.

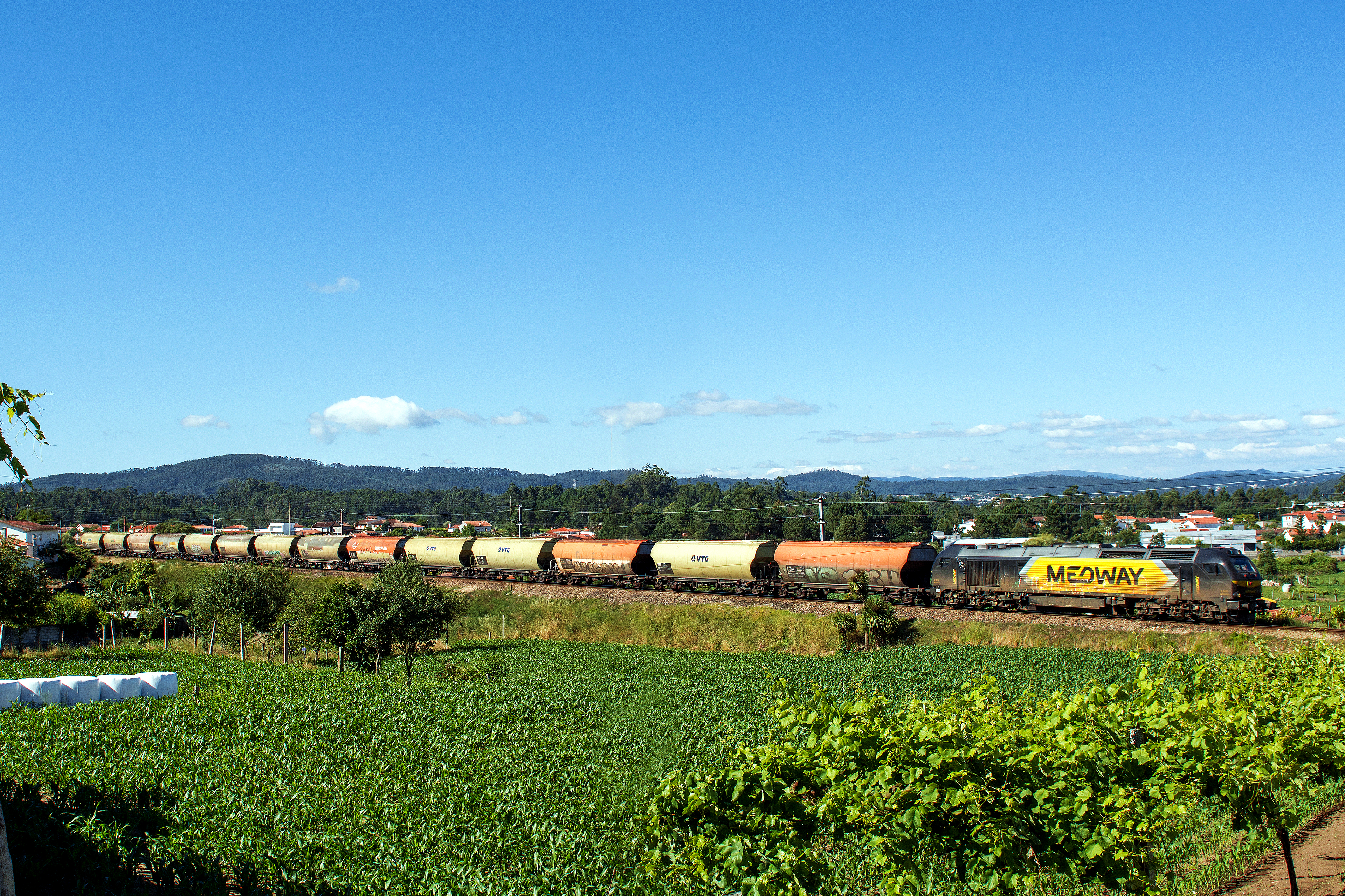
Composição de mercadorias circulando a norte do Apeadeiro de Silva, em 2020